# 関西学院大学法学部
関西学院大学法学部（かんせいがくいんだいがくほうがくぶ、英称：School of Law and Politics）は、関西学院大学に設置される法学部である。

## 概要

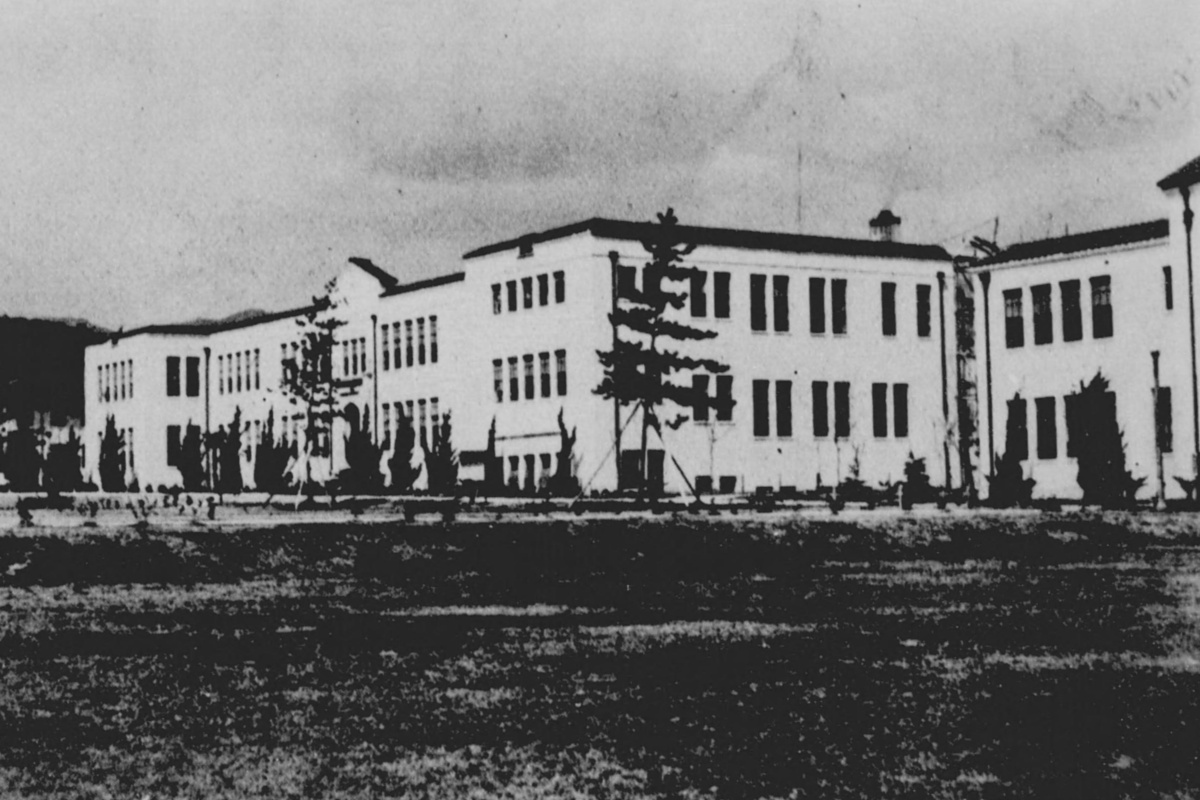
旧法文学部校舎（1935年）

関西学院大学法学部は、1934年（昭和9年）に設立された関西学院大学法文学部を前身とし、初代法文学部長H.F.ウッズウォースの「ソーシャルアプローチ」を理念とする。滝川事件などを背景に、阪神地区では関西大学法学部に続く法学科の設立を行った伝統を持つ。戦後、学院の再建が図られ、1946年４月より法文・商経の２学部制を廃し、法文学部の分離が行われ、文学部、法学部、経済学部の３学部制となった。初代法学部長には石本雅男が選任された。48年４月、新制大学法学部が誕生し、引き続き石本が学部長を務めた。
キリスト教主義教育と「民間における自由の精神」、「広く深い社会的視野と教養」、「社会貢献（奉仕）の精神」からなるソーシャル・アプローチの理念のもと、良識を基礎に幅広い社会的視野から論理的に物事を考察し、社会現象について深く洞察する力を育み、これをもって Mastery for Service を体現する世界市民を育むことを目的とする。
関学法学部法律学科では、司法、ビジネス、行政などにおける身近な事件や裁判などを題材にして、法の役割や法解釈を学ぶ。人文科学や政治学、経済学など多角的視野から法を考え、各法が生まれた背景や理由、現在の法の問題点などについても考察する。広く深い社会的視野と教養に根ざした法学の教育・研究を通して、論理的な思考法を身につけ、社会に貢献するリーガルマインドを持った人材を育成を目標とする。
関学法学部政治学科では、急速なグローバル化が進むなか、国際社会や国内で起こるさまざまな課題を政治に関連づけて学び、より良い未来のために何をすべきかを探究する。社会と密着した学びを通して、今起きていることを的確に理解・分析し、解決に導く方法を考え、実行する力を身につけ、国会、地方議会、外交、行政、国際機関、民間企業やNGO、マスコミなど政治・行政、ビジネス、国際社会といった分野で幅広く活躍するジェネラリスト育成を目標とする。
大学1・2年では、法律学科は憲法、民法、刑法、法制史、国際法などを、政治学科は政治学基礎、日本政治史、西洋政治史、政治思想、国際政治基礎、行政学、比較政治学などを学習する。大学2年秋学期には
- 司法特修コース(本コースのみ2年春学期から)
- 司法・ビジネスコース(法律学科のみ）
- 公共政策コース
- グローバル法政コース
- 法政社会歴史コース

以上の中から専攻するコースを選択し、大学3年春学期からは、ゼミに所属する。

関学法学部では、基礎科目として外国語科目、社会科学、人文科学、自然科学、数学・統計・情報処理科目など様々な教養科目が設置されており、例えば法学部設置の人文演習では、キリスト教世界の法学・政治学も学ぶことができる。
外国語科目は、大学1・2年で英語、ドイツ語、フランス語、スペイン語、中国語、朝鮮語から2言語を履修(英語は必修)し、単位取得することが卒業要件となっている。
留学制度が充実しており、オックスフォード大学をはじめ、世界各国の大学へ留学する環境が整っている。

## 沿革
- 1934年 関西学院大学法文学部を開設[2]。
- 1948年 関西学院大学法学部に改組。法律学科及び政治学科を設置[2]。
- 1989年 関西学院創立100周年

## 学科
- 法律学科[3]
  - 入学定員520人・収容定員2070人[3]
- 政治学科[3]
  - 入学定員160人・収容定員620人[3]

## 著名な出身者

### 政治
- 末松信介 - 文部科学大臣、元兵庫県議会副議長
- 矢野隆司 - 元衆議院議員、元神戸新聞社記者
- 畠中光成 - 元衆議院議員、元結いの党国会対策委員長
- 浜本宏 - 元衆議院議員、元芦屋大学教授
- 小原舞 - 元衆議院議員、京都府議会議員
- 永野耕平 - 元岸和田市長、元大阪府議会議員
- 山田知 - 元西宮市長、元西宮市財政局長
- 豆田正明 - 赤穂市長、元赤穂市助役
- 東川裕 - 御所市長、元御所市商工会理事
- 横山忠始 - 元三豊市長、元香川県議会議員

### 行政・法曹
- 横山文博 - 元防衛省装備施設本部本部長、元防衛医科大学校副校長
- 正木靖子 - 弁護士、日本弁護士連合会副会長、元近畿弁護士会連合会理事長、関西学院大学教授
- 小島幸保 - 弁護士、吉備国際大学准教授

### 経済
- 井関博文 - 元OKK社長、元りそな銀行取締役、山善取締役
- 岡本泰彦 - ライク創業者・社長
- 川畑文俊 - 旭化成ホームズ社長、プレハブ建築協会副会長
- 黒田雅史 - イチネンホールディングス社長
- 高橋広行 - JTB社長、日本観光振興協会副会長、元日本イベント産業振興協会副会長
- 中田有 - キーエンス社長
- 能島裕介 - ブレーンヒューマニティー理事長、チャンス・フォー・チルドレンスーパーバイザー
- 樋口武男 - 大和ハウス工業会長兼CEO、大阪商工会議所副会頭
- 堀主知ロバート - サイバード創業者・元社長
- 南岡正剛 - 元レンタルのニッケン社長
- 和田勇 - 積水ハウス会長兼CEO
- 和納勉 - クイック創業者・元社長兼グループCEO

### 研究
- 荒川雅行 - 刑事法、関西学院大学教授
- 岡本智英子 - 商法、関西学院大学教授
- 河田潤一 - 政治学、大阪大学名誉教授、元日本比較政治学会会長
- 田中通裕 - 民法、関西学院大学教授
- 中邨章 - 政治学、明治大学名誉教授
- 福山重一 - 経済学、元芦屋大学学長、元大阪府教育委員会委員長
- 丸田隆 - アメリカ法、関西学院大学教授
- 見市建 - 政治学、早稲田大学教授、井植記念アジア太平洋研究奨励賞
- 安井宏 - 民法、関西学院大学教授
- 四本健二 - カンボジア法、神戸大学教授、カンボジア王国友好勲章

### 文学
- 団鬼六 - 小説家、脚本家、将棋ペンクラブ大賞功労賞
- 谷川流 - ライトノベル作家、スニーカー大賞
- 最相葉月 - ノンフィクションライター、講談社ノンフィクション賞、大佛次郎賞
- 山野浩一 - 競馬評論家、小説家、JRA賞馬事文化賞、日本SF大賞功績賞

### 芸能
- 小堀正博 - 俳優
- 水瀬きい - レースクイーン、モデル
- 深町絵里 - ラジオパーソナリティー、DJ
- 西條遊児 - 漫才師、タレント
- 小佐田定雄 - 演劇研究家、落語作家、上方お笑い大賞秋田実賞。咲くやこの花賞

### マスメディア
- 井上亮 - 日本経済新聞社記者
- 伊藤大海 - 日本テレビ放送網アナウンサー
- 遠藤貴巳 - 四国放送アナウンサー
- 加藤寛 - 北海道文化放送アナウンサー
- 川田一輝 - フリーアナウンサー
- 塩田利幸 - 元関西テレビ放送アナウンサー
- 高岡達之 - 読売テレビ特別解説委員
- 巽孝之 - 九州朝日放送アナウンサー
- 林智也 - 毎日放送チーフプロデューサー
- 檜川彰人 - 日経ラジオ社アナウンサー
- 宮崎留実 - 元奈良テレビアナウンサー

### スポーツ
- 杉本茂雄 - サッカー選手、元サッカー日本代表
- 木下勲 - バスケットボール選手、El Vendrellポイントガード
- 多田修平 - 陸上選手、2017年夏季ユニバーシアード男子4×100mリレー金メダル
- 荻野貴司-プロ野球選手、千葉ロッテマリーンズ所属
- 近本光司-プロ野球選手、阪神タイガース所属

### その他
- 百田郁夫 - 日本ルービックキューブ協会事務局長、日本人初のモノポリー世界チャンピオン